# Stony River (miejscowość)
Stony River – jednostka osadnicza w Stanach Zjednoczonych, w stanie Alaska, w okręgu Bethel.